# Cissus oxyodontus
Cissus oxyodontus är en vinväxtart som först beskrevs av Bak., och fick sitt nu gällande namn av Descoings. Cissus oxyodontus ingår i släktet Cissus och familjen vinväxter. Inga underarter finns listade i Catalogue of Life.